# ناثانيل فيتش
ناثانيل فيتش (بالإنجليزية: Nathaniel Fitch Sr.)‏ (31 أكتوبر 1956 - ) هو ملاكم أمريكي، صنّف ضمن فئة وزن ثقيل.

## وصلات خارجية
- ناثانيل فيتش على موقع بوكس ريك (الإنجليزية) (registration required)